# Glashaus
Glashaus es un grupo musical alemán de soul, pop y R&B. La agrupación está actualmente conformada por Peppa Singt, Moses Pelham y Martin Haas. 

## Historia
En el 2000 cuando, los también productores, Moses Pelham y Martin Haas buscaban nuevos cantantes, les fue presentada Cassandra Steen, cantante alemana de soul. Inicialmente trabajarían en un proyecto individual para Cassandra en el que colaborarían juntos, sin embargo, el trío decidió finalmente formarse como una banda que recibiría el nombre de Glashaus.
En 2001 lanzaron su álbum homónimo con el solo Wenn das Liebe ist, el cual llegó al quinto lugar en el ranking alemán en su tercera semana.
Desde 2008 la voz de la agrupación es ejecutada por Peppa Singt.

## Discografía

### Álbumes
- 2001: Glashaus
- 2002: Glashaus II (Jah Sound System)
- 2003: Live in Berlin (CD/DVD)
- 2005: Drei
- 2006: Von Herzen - Das Beste
- 2009: Neu

### Singles
- 2001: Wenn Das Liebe Is
- 2001: Was Immer Es Ist
- 2001: Ohne Dich
- 2001: Trost (Es Tut Weh)
- 2002: Bald (Und Wir Sind Frei)
- 2002: Land In Sicht
- 2002: Ich Bring' Dich Durch Die Nacht
- 2005: Haltet Die Welt An
- 2005: Du
- 2005: Is' Nur Kino
- 2006: In Meinem Leben
- 2009: Das Hier
- 2010: Licht

- Datos: Q882605
- Multimedia: Glashaus (musical group) / Q882605